# Moacyr Flores
Moacyr Flores (Porto Alegre,  1935) é um ensaísta e historiador brasileiro. É autor de mais de 20 livros, e estudioso da Revolução Farroupilha.
Possui graduação em História pela Pontifícia Universidade Católica do Rio Grande do Sul (1964) e doutorado em História pela mesma universidade (1993). Foi professor na PUC e na Universidade Federal do Rio Grande do Sul.
Em 2008 foi agraciado pela pela Assembleia Legislativa do RS com a Medalha do Mérito Farroupilha.
É membro efetivo do Instituto Histórico e Geográfico do Rio Grande do Sul (IHGRGS). Ocupa a cadeira número 2 da Academia Riograndense de Letras. É casado com a historiadora Hilda Flores.